# 音乐形式列表
本表列举音樂形式。
| | |
| - 序曲（Overture） - 前奏曲（Prelude） - 间奏曲（Intermezzo） - 终曲（Finale） - 协奏曲（Concerto） - 大协奏曲（Concerto grosso） - 小協奏曲（Concertino） - 晨曲（Aubade） - 变奏曲（Variation） - 回旋曲（Rondo） - 奏鸣曲（Sonata） - 交响曲（Symphony） - 交响诗（Symphonic poem） - 夜曲（Nocturne） - 小夜曲（Serenade） - 进行曲（March） - 隨想曲（Caprice） - 幻想曲（Fantasia） - 狂想曲（Rhapsody） - 叙事曲（Ballade） - 叙事短曲 - 傳說曲（Legend） - 浪漫曲（Romance） - 诙谐曲（Scherzo） - 卡農曲（Canon） - 赋格曲（Fugue） - 组曲（Suite） - 练习曲（Etude） - 三重奏（Trio） - 四重奏（Quartet） - 五重奏（Quintet） - 六重奏（Sextet） - 七重奏（Septet） - 八重奏（Octet） - 歌剧（Opera） - 正歌剧（Opera Seria） - 轻歌剧（Opera buffa） - 喜歌剧（Opera comique） - 神剧（Oratorio） - 清唱剧（Cantata） | - 舞曲（Dance） - 圓舞曲（Waltz） - 芭蕾（Ballet） - 小步舞曲（Minuet） - 波尔卡（Polka） - 库朗特 - 加洛普 - 福里亚 - 帕凡（Pavane） - 波莱罗（Boléro） - 塔兰泰拉（Tarantella） - 萨拉班德（Sarabande） - 西西里舞曲（Siciliano） - 基格（Gigue） - 吉格（Jig） - 康塔塔 - 阿拉贡 - 哈巴捏拉 - 波罗舞曲 - 霍塔 - 布列 - 路尔 - 恰空 - 凡丹戈 - 蘭德勒 - 阿勒芒德（Allemande） - 马祖卡（Mazurka） - 波洛奈兹（Polonaises） - 加沃特（Gavotte） - 踢踏舞（Tap Dance） - 拉丁舞（Latin Dance） - 恰恰（Cha-cha） - 探戈（Tango） - 曼波（Mambo） |